# 279工程
279工程是苏联在1957年所研發的实验性重型坦克。它作为突破坦克，在常规坦克无法进入的越野地形上作战。它还计划作为苏联最高指挥部预备队（俄語：Резерв Верховного Главнокомандования）装备的坦克。

## 历史
279工程由列宁格勒基洛夫工厂的工程师L. S. 托洛亚诺夫（俄語：Л. С. Троянов）领导的团队设计研发。先前，苏军考虑到若苏联遭受核打击，绝大多数重武器将被摧毁，于是委托L. S. 托洛亚诺夫设计一款能距核爆中心800米以外防核爆的重型坦克。研制工作基于1956年对重型坦克的作战要求，开始于1957年，原型车于1959年制造完成。279工程被当作和277工程竞争下一代重型坦克的样品。
1960年，与同期苏联其他重型坦克项目一样，苏军开始放弃279工程。当时，苏联最重的坦克在不含附加装甲或扫雷装置等附加设备之情况下，车重被控制在50吨。7月22日，在卡普斯京亚尔靶场的新技术演示会上，苏共最高领导人尼基塔·赫鲁晓夫宣布禁止苏军采用车重超过37吨的坦克，被证明很成功的重型坦克项目就此取消。
促使赫鲁晓夫做出此决定的另一个原因是，他支持研发以IT-1为首的导弹坦克。此外，苏军为防出现二战时的自卫情况，希望坦克的重量能顺利通过苏联本土的桥梁，而当时苏联的重型坦克不太适合通过桥梁。同时，279工程的行走装置在试验期间暴露出严重缺陷——灵活性低下、难以通过沼泽地、生产和维护复杂且成本高以及无法降低整车高度。

## 性能

### 防護力
279工程的车体由4个大型铸造弧形单元焊接而成，其装甲最厚处为269毫米，是T-10M的约两倍。车体覆盖有椭圆形防护罩，各处厚度和倾斜度各有不同，可抵御脱壳穿甲弹和锥形装药弹药的攻击。车体前部和侧面均为铸造，覆盖有装甲板，可抵御破甲弹的攻击。
炮塔整个为铸造而成，其装甲最厚处为319毫米，并覆盖有抵御破甲弹攻击的装甲板。炮塔座圈也受到严密保护。279工程还配备了化学、生物、放射和核（CBRN）防护装置。

### 武裝
279工程的主武器为1门130毫米57倍径M-65线膛炮，副武器为1挺14.5毫米KPVT同轴机枪。主炮装有炮管排烟器、「雷暴」（俄語：Гроза）火炮稳定器、光学瞄准镜和测距仪、自动制导系统、带主动红外探照灯的L2夜视仪以及半自动装弹机。主炮的炮弹为分装式，备弹24发；同轴机枪备弹300发。
M-65火炮的半自动装弹机使其每分钟射速5～7发，该炮于20世纪70年代末，在实验性主战坦克785工程上进行了测试。

### 懸吊系統
279工程的懸吊系統大概是蘇聯有史來最貴最豪華最先進的懸吊系統，當T-55坦克成員還在咬著牙忍受扭力棒在越野時的顛簸程度，279工程已經在使用液氣壓混合液壓臂配合三段式行星齒輪箱，在不增加額外空間的情形下可以很快就輸出扭力。另外279工程的液氣壓混合液壓懸吊系統概念與日本陸上自衛隊74式坦克以及瑞典陸軍Stridsvagn 103戰車的懸吊系統概念相同，一方面可以有效增強坦克的越野或者跨越障礙能力，同時可以透過液壓臂增加主砲的俯仰角，提升相當大的戰術價值。據說279工程的懸吊系統還有一種應變操作用途就是在核爆來臨時可以將車身降低，類似像螃蟹一樣趴在地上使通過底盤的風量略減於車身上的風壓使自己不至於翻覆。

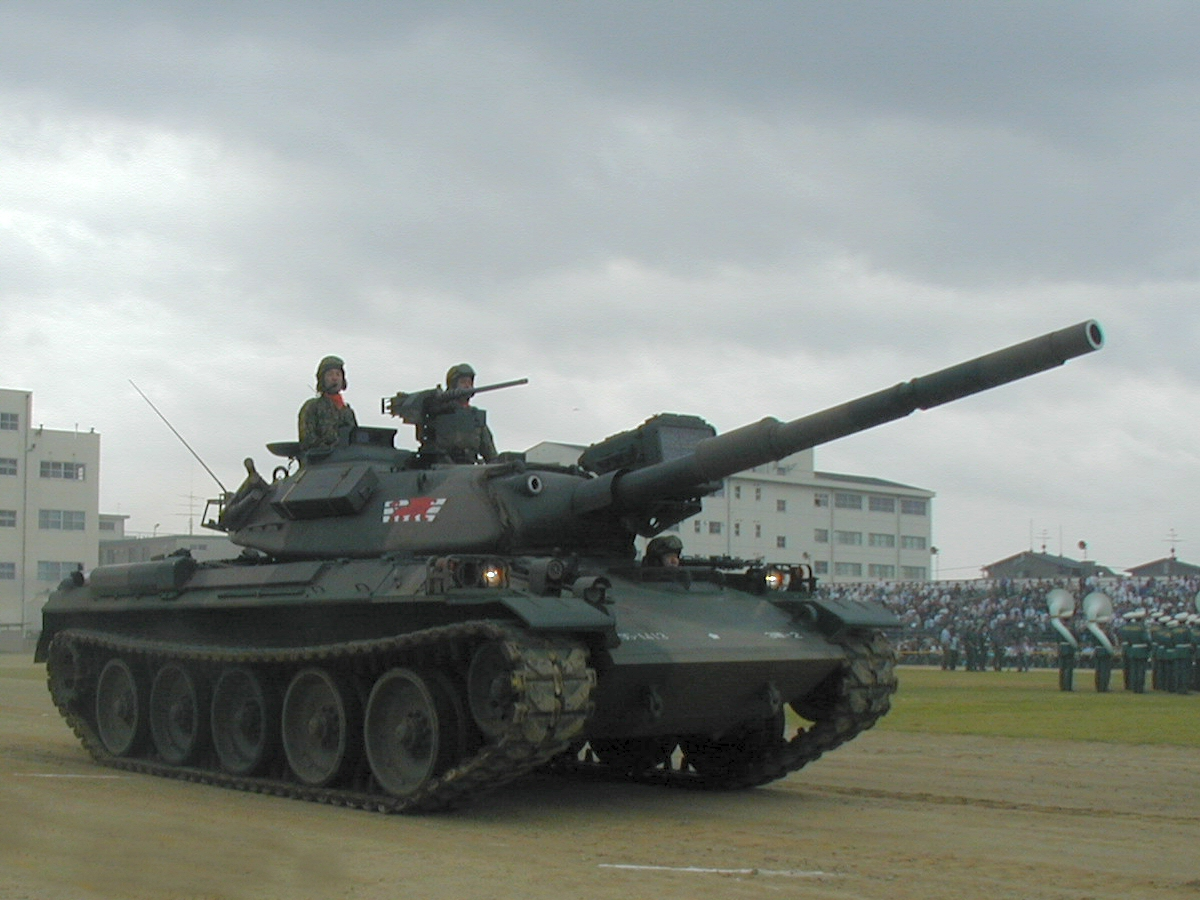
日本陸上自衛隊74式戰車

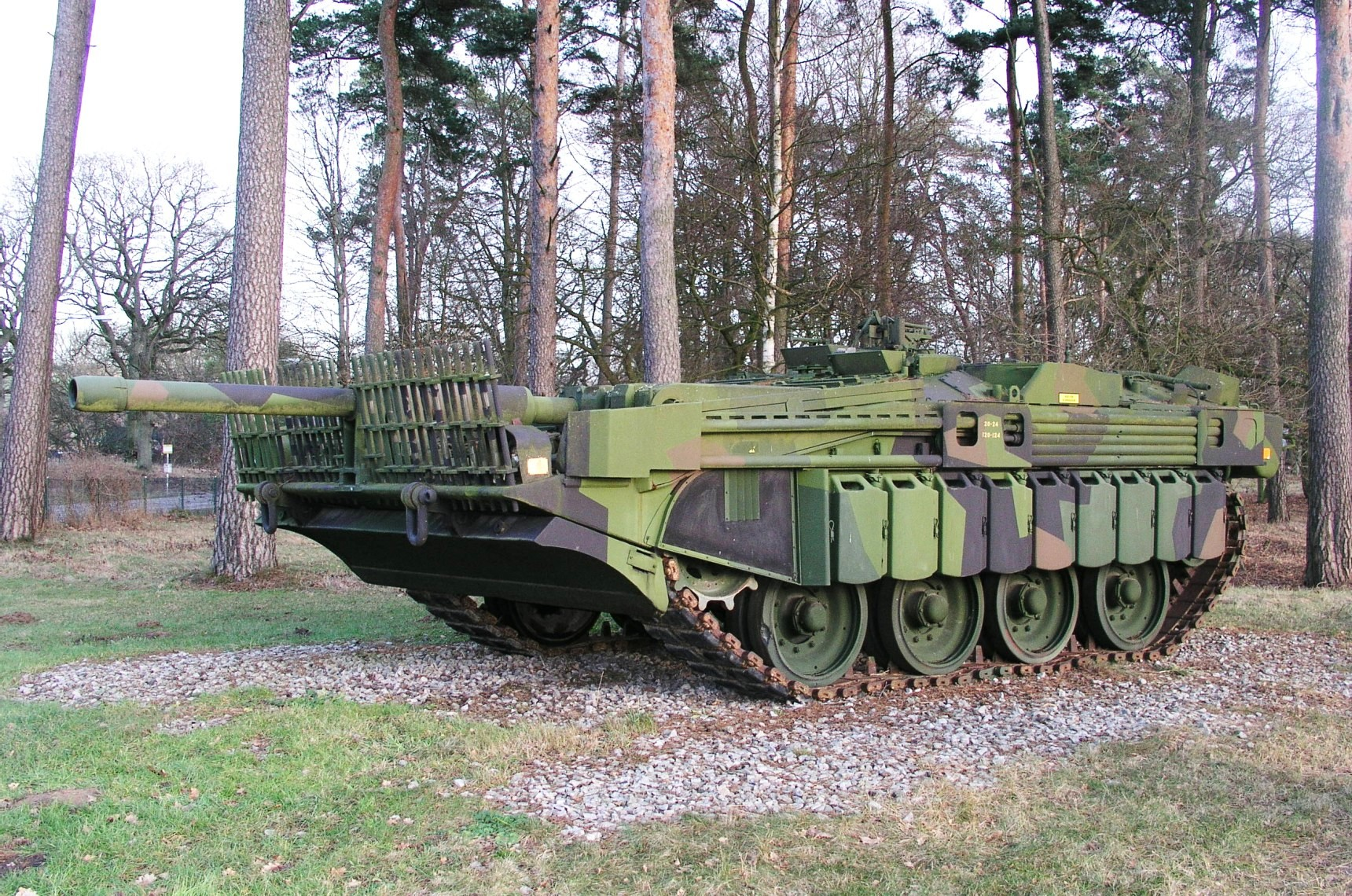
瑞典Strv 103

由於四條履帶集中並且均勻分布59.2噸重的車身以及砲塔，以致於279工程的接地壓力居然不可思議地「不超過每平方公分0.6公斤」（M1艾布蘭坦克的接地壓力高達每平方公分1.06公斤），而且平整非舟狀（惰輪與動輪的位置不高於路輪）的履帶設計讓整體重量均勻地分攤在包含沼澤的各種地面。

### 核生化防護力
雖然當時的華沙公約組織擁有全世界最大的裝甲部隊，但是最先具備完整的核生化防護系統以及自動滅火系統的還是這一輛279工程，當然煙霧發射器也沒少，更重要的是279工程還有全車系恆溫調控系統。

### 動力系統
279工程採用2DG-8M 16汽缸柴油引擎，功率可達1,000马力，能夠讓59.2噸的車身維持在每小時55公里的速度，並且在一次加滿油之後行駛250公里的距離。

## 现状
俄罗斯：279工程原型车3辆中的1辆现存于库宾卡坦克博物馆，并于2022年恢复运行状态。截止到2024年4月，此台279工程位于库宾卡爱国者公园的技术中心，其外漆进行了更新，炮塔上涂上编号「279」，并挂上伪装网。

## 流行文化
- 游戏《坦克世界》中，苏联有一台X阶重型坦克「279工程早期型」（Объект 279 ранний或Object 279 early）。实际这是另一个未完成的坦克项目726工程。
- Lesta Studio运营的独联体服《坦克世界》中，279工程作为XI阶重型坦克出场。
- 游戏《战争雷霆》中，279工程作为2020年4月的「太空竞赛」马拉松活动的主要奖励颁发给玩家。

## 外部連結
- Object 279（页面存档备份，存于）

279坦克的高解析度圖片